# Асия (город)
Асия (яп. 芦屋市 Асия-си) — город в Японии, находящийся в префектуре Хиого. Площадь города составляет 18,47 км², население — 94 778 человек (1 августа 2014), плотность населения — 5131,46 чел./км².

## Географическое положение
Город расположен на острове Хонсю в префектуре Хиого региона Кинки. С ним граничат города Кобе, Нисиномия.

## Население
Население города составляет 94 778 человек (1 августа 2014), а плотность — 5131,46 чел./км². Изменение численности населения с 1980 по 2005 годы:
| 1980 | 81 745 чел. |  |
| 1985 | 87 127 чел. |  |
| 1990 | 87 524 чел. |  |
| 1995 | 75 032 чел. |  |
| 2000 | 83 834 чел. |  |
| 2005 | 90 590 чел. |  |

## Символика
Деревом города считается сосна, цветком — Rhododendron reticulatum.

## Организации
- Университет Асия.